# دولت ایالتی تگزاس

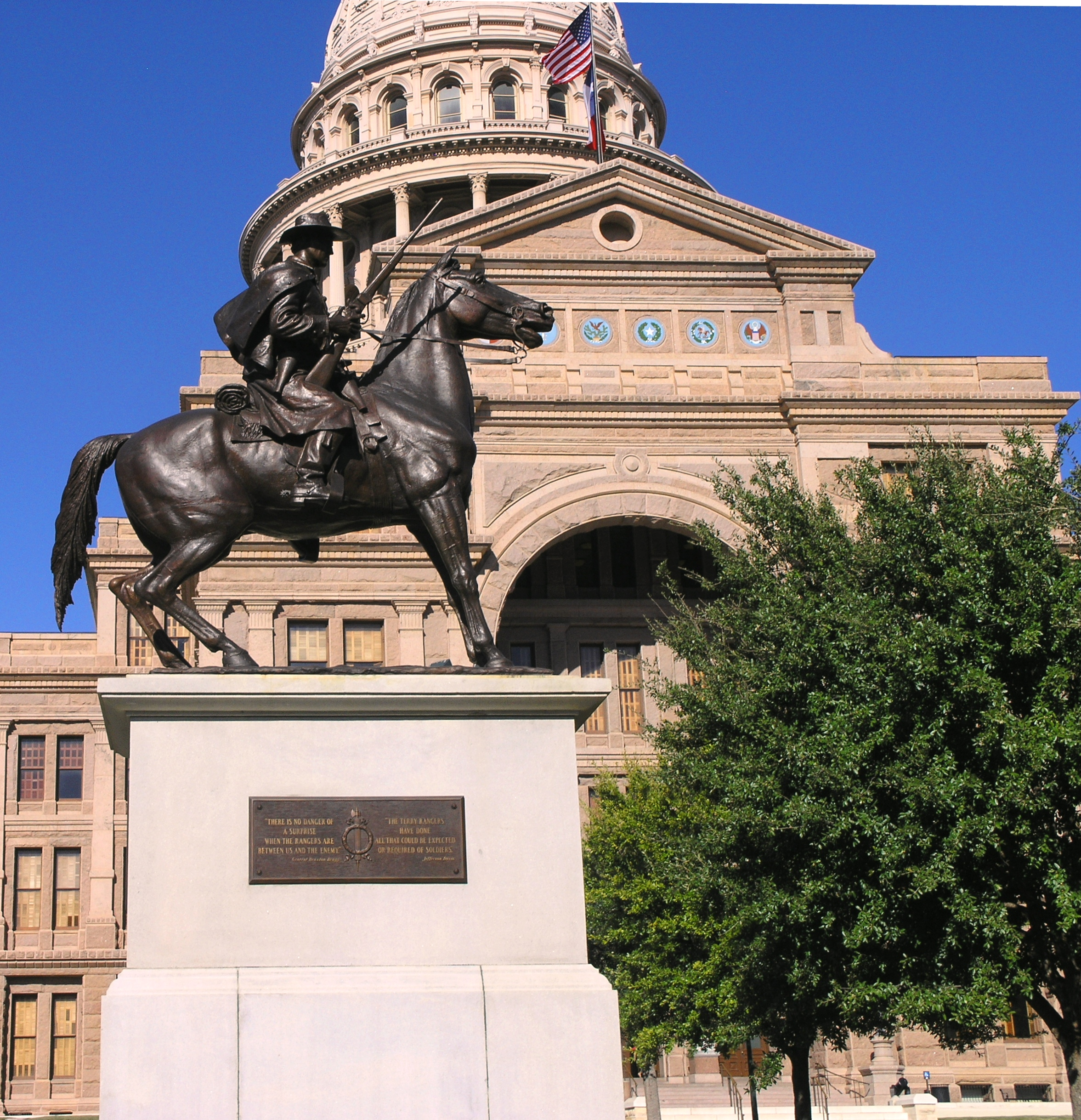
ساختمان پایتخت در آستین

دولت ایالتی تگزاس از شعبات و نهادهای متفاوتی تشکیل شده‌است. تگزاس ۲۵۴ بخش و ۳۲ ناحیه انتخاباتی دارد که هر ده سال تغییر می‌یابد. جمهوری خواهان اکثر قدرت را در این ایالت بر عهده دارند.

## قانون اساسی ایالتی
قانون اساسی تگزاس در سال ۱۸۷۶ نوشته گردید.
لورنزو دزاوالا در نوشتن متن استقلال جمهوری تگزاس شرکت نمود، و آن را امضا نموده، و به اسپانیایی ترجمه کرد.

## بخش اجرایی

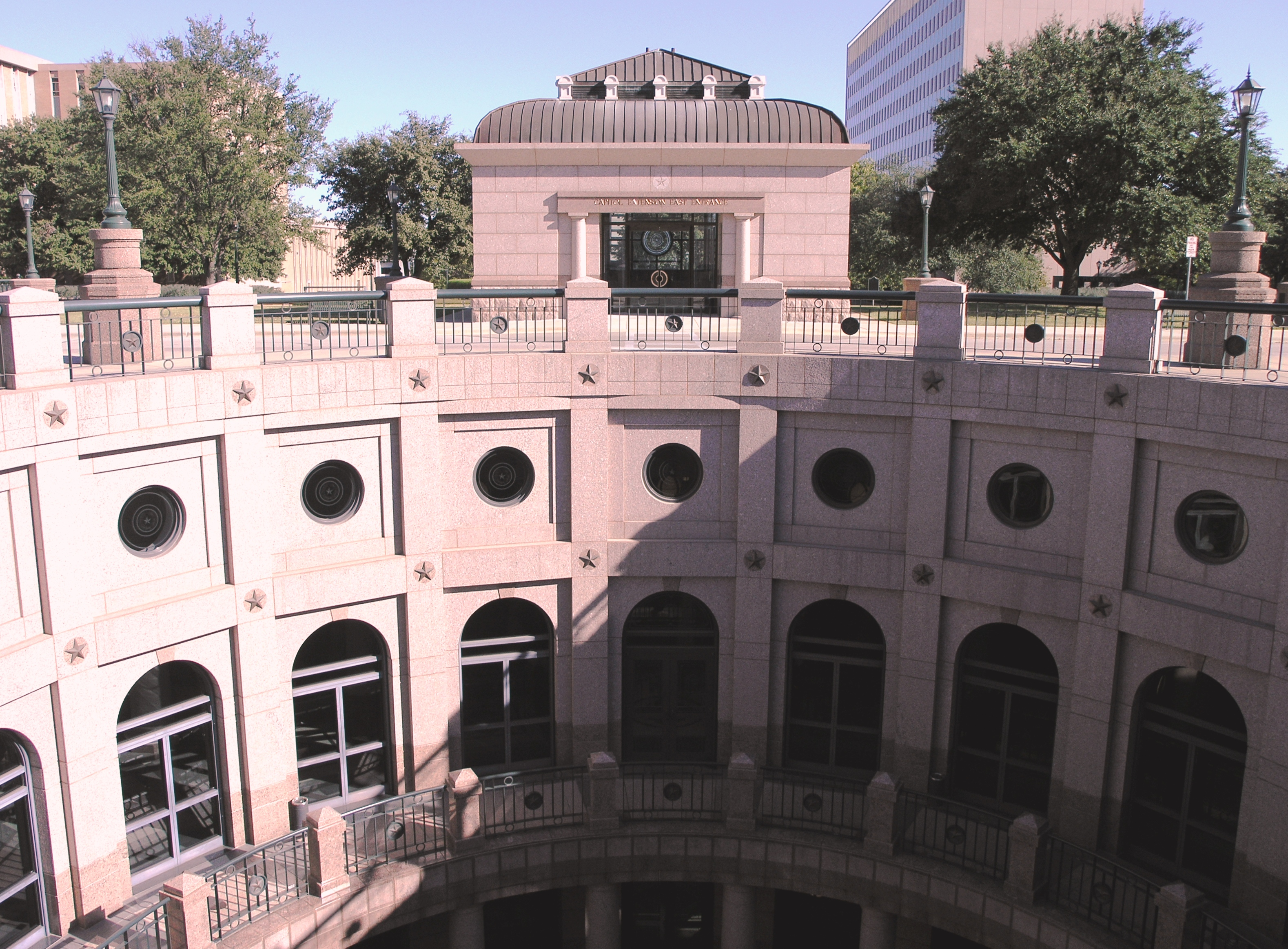
ورودی شرقی پارلمان ایالتی

بخش اجرایی دولت تگزاس عبارت است از فرماندار، وکیل فرماندار (Lieutenant Governor)، کمیسیونر زمین ها، بازرس حساب‌های عمومی (Comptroller of Public Accounts)، دادستان کل، دبیر کل ایالت (Secretary of State)، کمیسیونر کشاورزی، کمیسیونر راه آهن، و هیئت آموزش ایالت (Board of Education). همگی به غیر از دبیر کل ایالت که توسط فرماندار انتخاب می‌گردد توسط رای عمومی در انتخابات ایالتی به مقام خود می‌رسند. ریک پری هم‌اکنون فرماندار تگزاس است.

## بخش قانونگذاری
پارلمان ایالت دارای دو مجلس سنا و مجلس عوام است. مجلس سنا ۳۱ عضو و مجلس عوام ۱۵۰ عضو دارد. هر دو مجلس فقط سالی دو بار برای امور ایالتی گرد هم می‌آیند. فرماندار این اختیار را نیز دارد که مجلس را برای جلسات ویژه فرا خواند.
تگزاس دارای سیستم قضایی بسیار پیچیده ایست به‌طوری‌که دارای دو دادگاه سطح بالای «دادگاه فرجام کیفری» و «دادگاه عالی ایالتی» است.

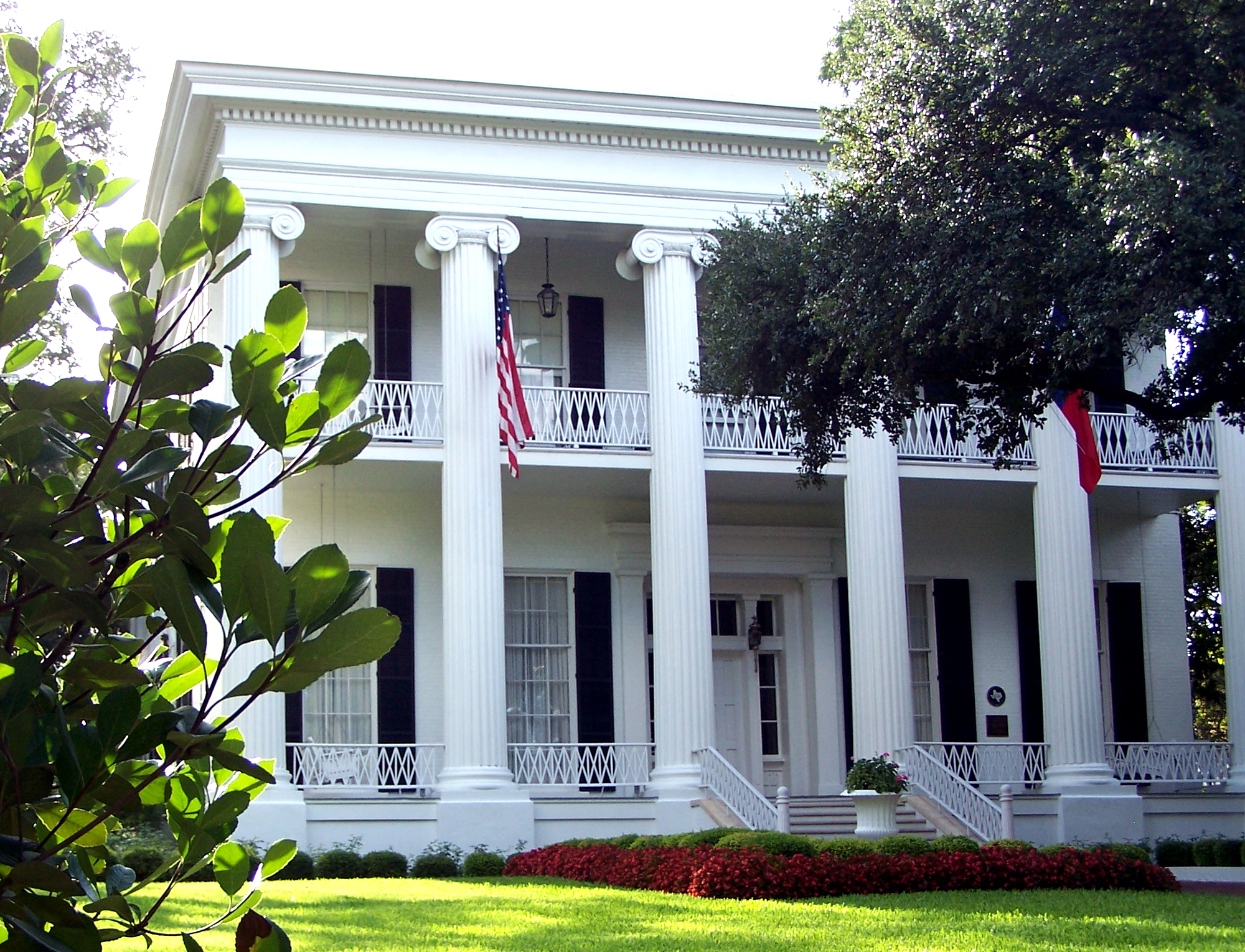
منزل فرماندار تگزاس در آستین.

## نمایندگان فدرال
خانم کی بایلی هاچینسون و آقای جان کورنین دو نماینده ایالت در مجلس سنای فدرال آمریکا هستند. تگزاس همچنین ۱۹ جمهوری خواه و ۱۳ دمکرات (مجموعاً ۳۲ نماینده) در مجلس عوام فدرال آمریکا دارد.

## ساختمان کاپیتول
واقع در شهر آستین.

## دادگستری
متشکل از یک قاضی عالی و هشت قاضی ارشد.

## نگارخانه

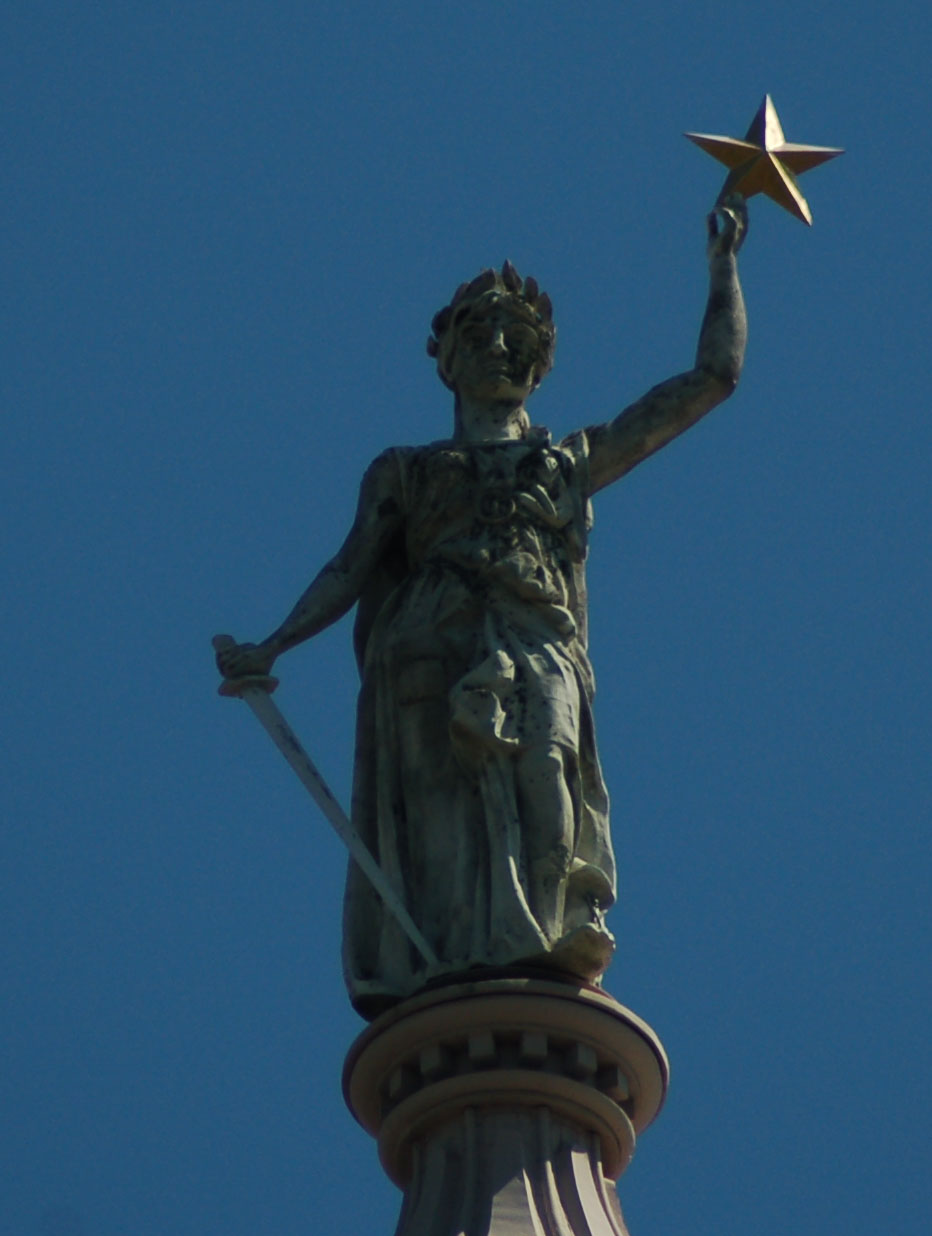
تندیس بانوی آزادی بر فراز ساختمان مجلس تگزاس
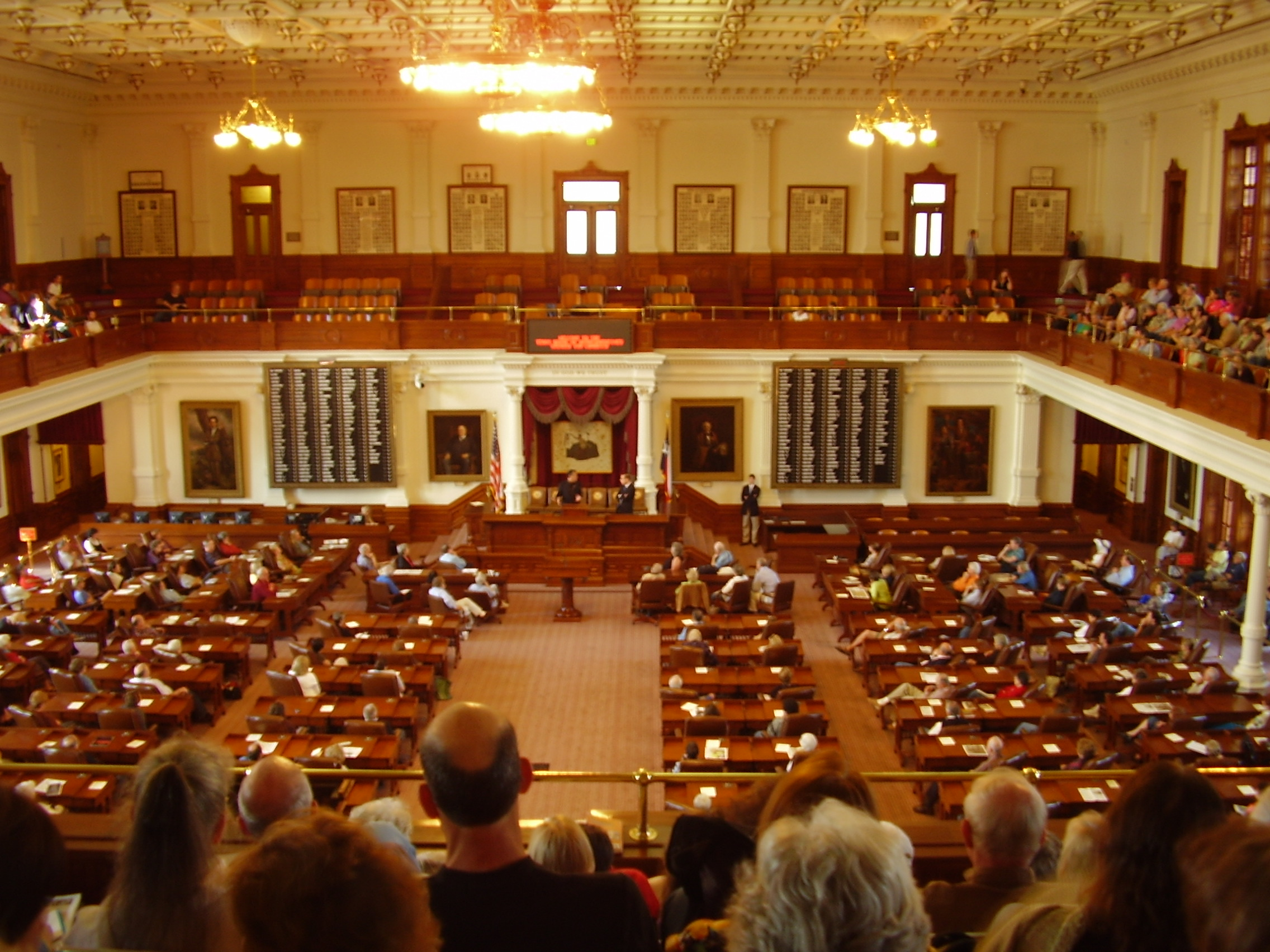
مجلس نمایندگان تگزاس
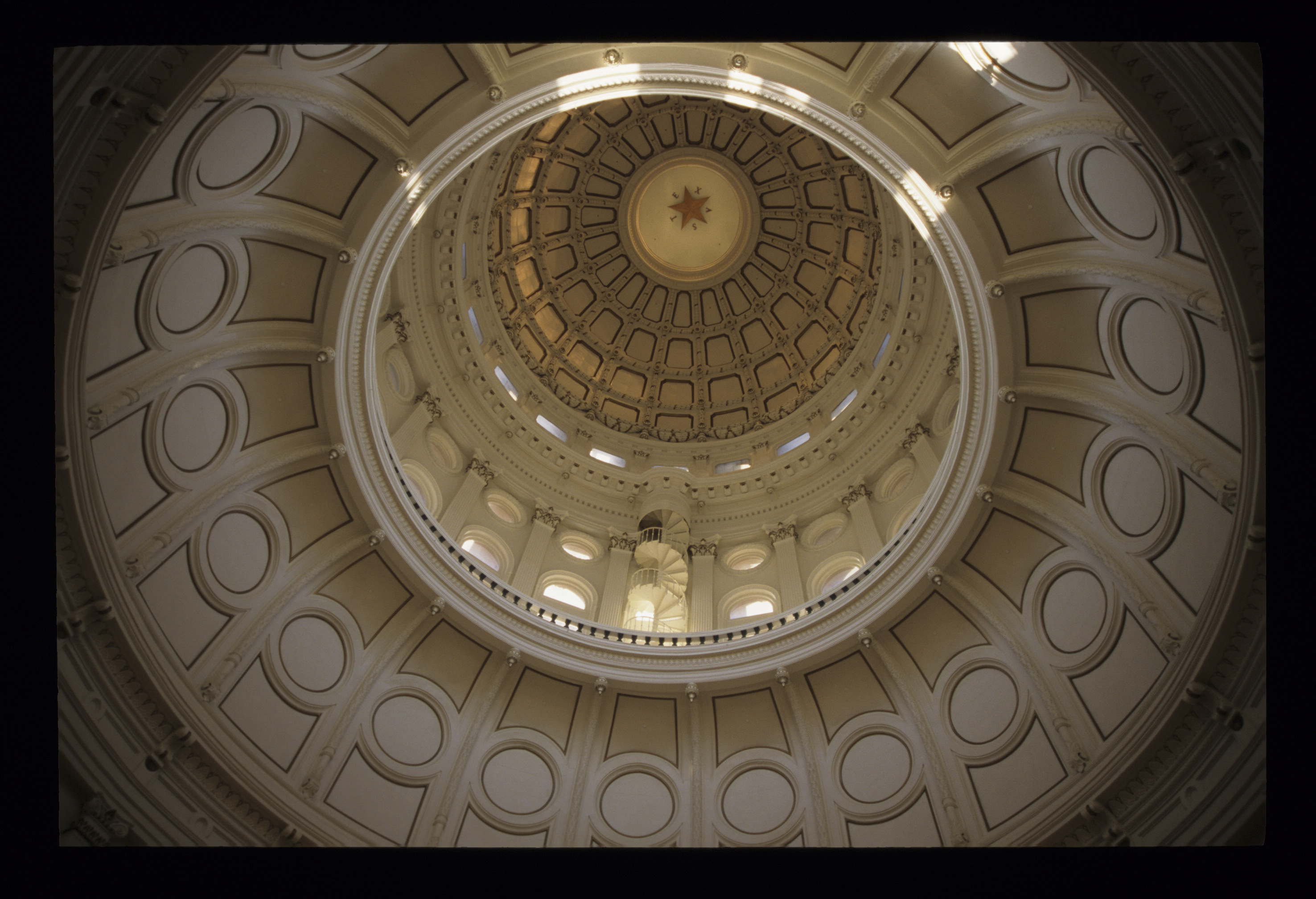
نمایی از داخل گنبد ساختمان پارلمان ایالتی
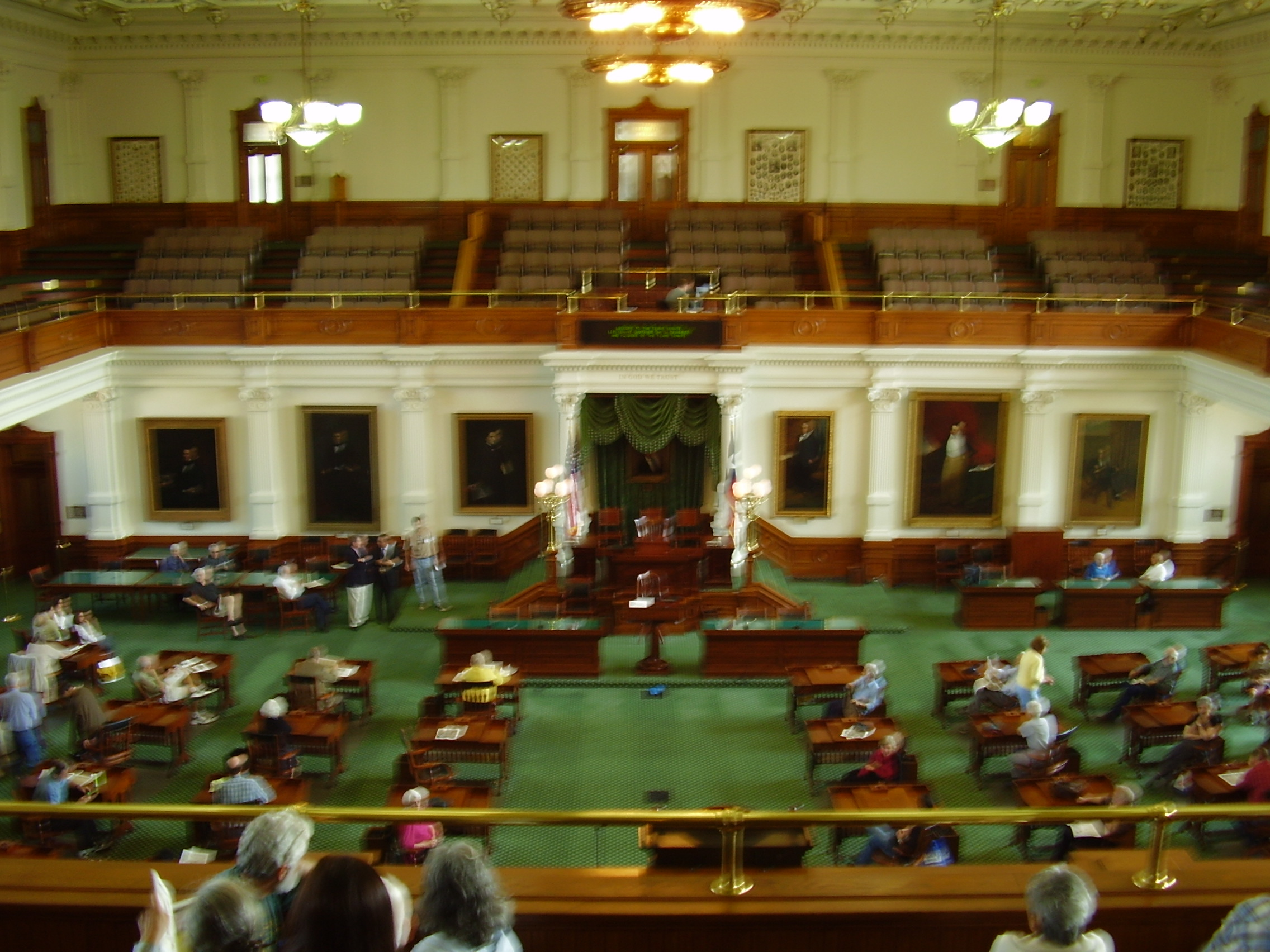
مجلس سنای تگزاس